# ون متر (آیووا)
ون متر (به انگلیسی: Van Meter) شهری در ایالت آیووا کشور ایالات متحده آمریکا است که جمعیت آن در سرشماری سال ۲۰۱۰ میلادی، ۱٬۰۱۶ نفر بوده‌است.